# هوندا بالي (إس جيه 100)
هوندا بالي هي دراجة سكوتر مزودة بمحرك ثنائي الشوط سعة 100 سم مكعب، صنعت من قبل شركة هوندا. تحتوي الدراجة على نظام تشغيل ذاتي ونظام تشغيل تلقائي لخلط الزيت مع الوقود. تبلغ السرعة القصوى للدراجة مع حمولة 85 كجم حوالي 80 كم / ساعة. الفرامل الأمامية قرصية بينما الخلفية أسطوانة.